# フランク・キーナン
フランク・キーナン（Frank Keenan, 1858年4月8日 - 1929年2月24日）は、アメリカ合衆国出身の俳優である。

## 出演作品

### 映画
- 傷める胡蝶
- 怒号する天地
- 怒濤万里
- 名馬天に嘶く
- 嫉妬の創痕
- ローナ・ドゥーン
- 燻ぶる燃屑
- 弗には弗
- 正邪の兄弟
- 天晴!男